# Nu drapé étendu
Nu drapé étendu est un tableau réalisé en 1923-1924 par le peintre français Henri Matisse. Cette huile sur toile représente une femme en culotte blanche, mais les seins nus, allongée devant un fond rouge. Partie de la collection Jean Walter et Paul Guillaume, l'œuvre est conservée depuis 1963 au musée de l'Orangerie, à Paris.